# Glossosoma conforme
Glossosoma conforme är en nattsländeart som beskrevs av Arturs Neboiss 1963. Glossosoma conforme ingår i släktet Glossosoma och familjen stenhusnattsländor. Inga underarter finns listade i Catalogue of Life.